# Gyrus de l'insula
Les gyrus de l'insula ou gyrus insulaires sont cinq gyrus du lobe de l'insula du cortex cérébral. Ils sont situés dans l'insula, une petite structure corticale située dans la profondeur de la scissure de Sylvius, le sillon latéral, et entièrement recouverte par les lobes frontal, pariétal et temporal.
Les gyrus de l'insula, numérotés de I à V, se décomposent en :
- un groupe de trois, en avant du sillon central de l'insula ; ils sont courts et considérés par Dejerine comme appartenant au lobe frontal ;
- un groupe de deux, postérieurs au sillon central de l'insula, sont longs et horizontaux et faisaient partie pour Dejerine du lobe temporal.

|                                                                   |                 |
| Les cinq gyrus de l'insula dégagés après résection de l'opercule. |                 |
|                                                                   |                 |
| Coupe sagittale.                                                  | Coupe coronale. |